# Vicente Eguiguren Riofrío
Vicente Eguiguren Riofrío (Loja, Ecuador, 22 de julio de 1819 - Piura, Perú, 8 de mayo de 1884)  fue un importante hacendado radicado en Piura. Presidente de la Junta Departamental de Piura. Director del Banco de Piura (1873 -1880). Benefactor de Chulucanas (Piura).

## Biografía
Juan Vicente de Eguiguren y Riofrío nació el 22 de julio de 1819 en Loja, Ecuador en la Hacienda ¨Cangopita¨. Hijo de don José Gonzalo de Eguiguren y Aguilera, Alférez Real, Regidor Perpetuo, Alguacil Ordinario del Cabildo de Loja y alcalde de Loja, Ecuador y de su esposa doña Francisca de Riofrío y Riofrío. Nieto del militar vasco don Dionisio de Eguiguren y Arzube, Alcalde Ordinario del Cabildo de Loja, su esposa fue doña Ninfa de Aguilera Gamboa y Román, descendiente de Diego de Aguilera y Gamboa, Maestre de Campo del Tercio Viejo de Portugal en Cataluña, Gobernador de Puerto Rico y Capitán general de Puerto Rico, a su vez descendiente directo del Rey Ramiro I de Asturias. 
El padre de Juan Vicente, José Gonzalo de Eguiguren y Aguilera (1752, Loja), se casó el 17 de enero de 1800 en la hacienda Nambacola con Francisca Félix de Riofrío y Riofrío hija de don Pío Antonio de Riofrío Peralta y Carrión (5° Mayorazgo de Riofrío, General de Caballería y Alférez Real de Loja). Tuvieron 15 hijos.
Vicente Eguiguren tuvo por hermano a José Javier Eguiguren Riofrío quien fue Ministro del Interior y Presidente del Ecuador en 1875. José Javier se casó con Isabel Valdivieso y Carcelén, nieta de Felipe Carcelén, VI Marqués de Solanda y VI Marqués de Villarocha.

## Matrimonio y descendencia
Don Vicente Eguiguren Riofrío contrajo matrimonio en la capilla de la Hacienda Pariguanás, cerca de la población de Frías (Ayabaca, Piura) con doña Antonia Escudero Valdivieso, hermana de don Ignacio Escudero Valdivieso, el célebre tribuno piurano de la Convención Nacional de 1855. Según lo que se sabe tuvieron doce hijos de los cuales el primero, tercero y quinto, varones, fallecieron párvulos. De los nueve que llegaron a la edad adulta fueron 3 varones, 2 casados y 6 mujeres, dos de ellas casadas. 
Entre sus hijos, piuranos, estuvieron: Víctor Eguiguren Escudero, político y naturalista; Francisco José Eguiguren Escudero, jurista y político, padre del historiador, político, jurista y periodista: Luis Antonio Eguiguren Escudero; y Vicente Eguiguren Escudero ingeniero y agricultor. 
Vicente Eguiguren Escudero se casó con Adela Helguero. Estudió Ingeniería en Estados Unidos e Inglaterra. Participó en la expedición, formada además por H.C. Tweddel y Enrique Coronel Zegarra, para explorar la ruta del proyectado ferrocarril de Paita al Marañón. Entre sus nietos, están Francisco Hilbck Eguiguren, dos veces Alcalde de Piura (1981-1983 y 1999-2002) y Emilio Hilbck Eguiguren, padre de Reynaldo Hilbck Guzmán, gobernador de la Región Piura (2015-2018). 
Entre las hijas de don Vicente Eguiguren Riofrío está Victoria Eguiguren Escudero. Ella se casó con don Miguel Checa y Checa, quien construyó el Canal Checa hacia 1900, que permitió irrigar vastos terrenos para la agricultura, en la margen derecha del río Chira. Asimismo don Miguel Checa y Checa dio el aval necesario para la adquisición del famoso puente viejo de Piura. Puente metálico de construcción británica. Este puente fue el único que tuvo la ciudad, desde 1891, año en que una fuerte avenida del río Piura destruyó el primer puente con que contó la ciudad, donado por el pintor Ignacio Merino; hasta que se construyera el segundo puente de Piura: el puente Sánchez Cerro, durante el gobierno del Presidente Manuel Odría, formando parte de la Carretera Panamericana. Don Miguel Checa y su esposa Victoria Eguiguren tuvieron 14 hijos y vivieron en la monumental casa-hacienda Sojo próxima a Sullana en el valle del rio Chira.
Varios nietos, Checa Eguiguren, de don Vicente Eguiguren Riofrío destacaron:
Miguel Antonio Checa Eguiguren (1890-1939) fue alcalde de Chorrillos (Lima) entre 1918 y 1919, Diputado por Piura, Embajador del Perú ante la República Argentina. Encargó la construcción de su residencia en Lima en el distrito de Barranco, al reconocido arquitecto Ricardo de Jaxa Malachowski. En la actualidad, la casa es la residencia de los embajadores de España. Se casó con María Luisa Solari Sánchez-Concha. Sus hijos destacaron también. Miguel Checa Solari (1917-1992), casado con Carmen Leigh Zapata, fue presidente del Directorio de IBM del Perú (1971 y 1979) donde trabajó desde 1941. También fue impulsor y Presidente de la Asociación de Scouts del Perú. Carmen Checa Solari de Silva promovió notablemente las Bibliotecas en el Perú, siendo durante mucho tiempo Directora de la Oficina Nacional de Bibliotecas Públicas y Populares, ONBPP de la Biblioteca Nacional del Perú. Manuel Checa Solari fue un importante coleccionista de arte en Lima y prestigioso martillero de subastas quien tuvo amistad con Mario Vargas Llosa.
Víctor Checa Eguiguren. Nacido en Piura en 1894. Fue Concejal de la Municipalidad de Lima.
Manuel Checa Eguiguren (1891-1974) fue alcalde del Concejo Provincial de Piura en 1936.
Jorge Checa Eguiguren (1912-1994) fue Diputado por Sullana.
Enrique Checa Eguiguren (1907-1973) fue alcalde de Sullana (1941-1944). Asimismo, el 6 de febrero de 1927, al firmar el acta de instalación de la Esmeralda de Colán, fue uno de fundadores de este balneario tan apreciado y concurrido.
María Victoria Checa Eguiguren de Stewart. Presidió el Comité Organizador del VI Congreso Eucarístico Nacional celebrado en la ciudad de Piura entre el 25 y el 28 de agosto de 1960. Siendo el Legado Papal presente en este acontecimiento el Cardenal Richard Cushing, arzobispo de Boston. Doña Victoria Checa Eguiguren de Stewart, recibió, más tarde, la Orden al Mérito por Servicios Distinguidos del Gobierno Peruano. El sumo pontífice le otorgó la Medalla Pro Ecclesia et Pontifice.

## Trayectoria
Vicente Eguiguren Riofrío era dueño de la Hacienda ¨Juviruite¨ en Loja, al momento de trasladarse a Piura, Perú la vende a su sobrino don Carlos Federico de Eguiguren y Lequerica.   Su esposa: Antonia Escudero y Valdivieso heredó la mitad de la Hacienda de su padre: ¨Solsol¨, la otra mitad sería adquirida por Vicente Eguiguren.  También adquirió varias haciendas como ¨Matalacas¨, ¨Salitral¨, ¨Campanas¨ y parte de Yapatera.
Don Vicente Eguiguren Riofrío fue elegido para integrar el primer Directorio del Banco de Piura en la primera Junta de Accionistas de éste, realizada el 8 de abril de 1872. Como se recuerda, este Banco "fue consecuencia de la fiebre bancaria que se despertó en 1872", "comenzó sus operaciones el 1 de enero de 1873, y al poco tiempo emitió billetes en cuatro valores: 1,5, 10 y 20 soles"." El banco cierra en 1880 durante la Guerra del Pacífico cuando las fuerzas chilenas invaden Piura.

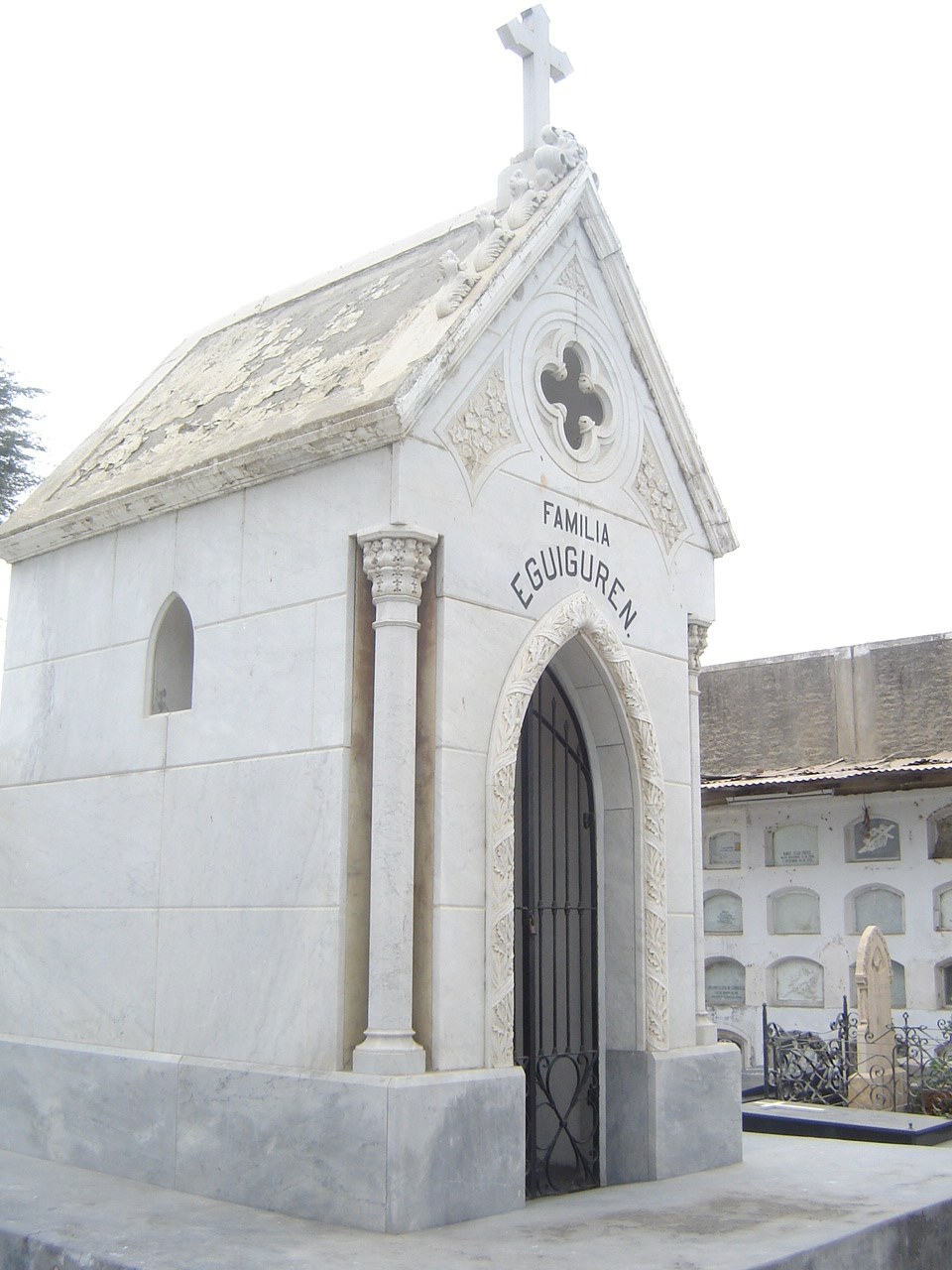
Mausoleo Eguiguren en el Cementerio San Teodoro de Piura donde yace don Vicente Eguiguren Riofrío con sus familiares

En 1873, don Vicente Eguiguren Riofrío donó a la ciudad de Chulucanas parte de sus tierras, 49 cuadras, para que sea posible la fundación de dicha ciudad. Al respecto se expresa así Carlos López Albújar en su importante Bosquejo económico de la provincia de Morropon:
«Chulucanas (...). Su primitiva condición de pueblo enclavado en terreno de una hacienda, motiva el litigio de las reducciones. La ley de 24 de diciembre de 1870 le pone término, por cuanto determinaba que los pueblos o reducciones de Yapatera o Chulucanas, Moscalá, Morropón, Salitral y Tambogrande quedaban dentro de la ley de 19 de noviembre de 1889, bajo condición de que el terreno por ellos ocupado fuese pagado por los moradores a sus respectivos propietarios; y disponía que el Ejecutivo enviase a un Ingeniero de Estado para efectuar el deslinde. En abril de 1873 don Vicente Eguiguren, hacendado de Yapatera, se presentó al Gobierno para exponer la decisión de ceder a título gratuito el área ocupada por el pueblo de Chulucanas, que la fijaba en 49 cuadras, siete por lado. Y así se pone punto final al viejo litigio.»
Sus hijos Víctor Eguiguren Escudero y Francisco José Eguiguren Escudero donarían en 1889, 9 cuadras más a la misma ciudad. 
Don Vicente ¨sería reconocido como el ejemplo del empresario hacendado del fin del siglo XIX¨

En octubre de 1879 don Vicente Eguiguren Riofrío era Presidente del Concejo Departamental de Piura. Como tal dio las condolencias oficiales de Piura a la viuda del héroe Miguel Grau Seminario, doña Dolores Cabero, después del Combate Naval de Angamos. Estas son sus palabras, como consta en el ejemplar del diario El Comercio de Lima del 30 de octubre de 1879.
«Los hombres como vuestro ilustre esposo, que dan días de inmarcesible gloria á los pueblos y les honran y enaltecen con sus grandes hechos, terminan por ofrecerles el sacrificio de su existencia, á fin de que su memoria sirva en todo tiempo para enardecer los corazones capaces de seguir tan noble ejemplo, y para retemplar los espíritus que sienten el desfallecimiento.
Tal es el gran papel que la providencia ha reservado al Contra-Almirante Grau, y ojalá que esta consideración os sirva, señora, de algún lenitivo para vuestro justo dolor, al cual se asocian todos los pueblos de la República, y entre ellos los del departamento de Piura, con cuya representación nos honramos.
Dignaos aceptar junto con nuestro sincero pésame, los sentimientos de especial consideración con que tenemos el alto honor de suscribirnos vuestros muy respetuosos servidores —Q.V.M.B. — Vicente Eguiguren presidente del concejo departamental.—Juan I. Seminario alcalde del concejo provincial»
Vicente Eguiguren murió a los 65 años el 8 de mayo de 1884. En 1889 su esposa e hijos formaron la Sociedad ¨Eguiguren Hermanos¨ una nueva forma de propiedad, con esta sociedad se adquirió la Hacienda ¨Paccha¨.